# Zurück in die Königsallee
Zurück in die Königsallee (norwegisch Tilbake til Tuengen Allé) ist ein Hörspiel des norwegischen Filmautors und Dramaturgen Per Schreiner, dessen Originalfassung am 4. September 2005 erstmals auf dem Sender NRK2 ausgestrahlt wurde und beim Prix Europa 2006 den Radio France Award gewann. Die deutsche Übersetzung von Lutz Volke, 2006 produziert beim RBB, war erstmals im Kulturradio vom RBB am 13. Oktober 2006, im Deutschlandfunk am 23. Januar 2007 und auf SWR2 am 4. Februar 2007 zu hören.
Lutz Volke verlegt die Handlung, die in der Tuengen Allé im Kultur- und Diplomatenviertel Oslos spielt, in die Düsseldorfer Königsallee, um ein vergleichbares soziokulturelles Klima zu schaffen; dem deutschen Hörer wird insoweit die Vorstellung suggeriert, die Geschichte spiele in Düsseldorf.

## Handlung
Der 55-jährige Protagonist Sverre (Martin Seifert), verheiratet und Vater zweier erwachsener Kinder, ist in der City zum Einkaufen unterwegs. Er versucht, sich auf den Einkaufszettel seiner Frau Gerda zu konzentrieren, wimmelt einen Bekannten auf der Straße ab und ist in Eile, denn nach seinen Erledigungen möchte er schnellstmöglich nach Hause in seine Villa „zurück in die Königsallee“. Plötzlich hört man quietschende Reifen und klirrendes Glas: Ein Unfall ist geschehen.
Sverre erwacht im Krankenhaus. Er kann sich nicht bewegen und nicht sprechen, hat Durst, aber keine Schmerzen. Die Stimme des Sprechers artikuliert seine Gedanken. Im Hintergrund ist Babygeschrei zu hören, die Eltern Kathrine (Cathlen Gawlich) und Leit (Florian Lukas) sind entzückt über ihren neu geborenen Sohn. Während der Hörer sich darüber wundern mag, warum ein Unfallopfer auf der Entbindungsstation liegt, denkt auch Sverre, das alles könne nur ein Irrtum sein, und wartet darauf, dass Gerda erscheint, um ihn hier herauszuholen „zurück in die Königsallee“. Der Durst verschlimmert sich. Da reicht Kathrine dem Kind die Brust – Sverres Stimme äußert Dankbarkeit und Erleichterung, und dem Hörer wird klar, was wirklich geschehen ist: Sverre ist bei dem Unfall zu Tode gekommen, und seine Seele steckt nun im Körper dieses Säuglings, der Håkon heißen soll.
Zehn Monate später: Sverres Seele hat sich daran gewöhnt, im Körper des Babys Håkon zu leben. Es ist ihm klar, dass er schnellstmöglich laufen und sprechen lernen muss, um eine baldige Chance zu haben, „zurück in die Königsallee“ zu kommen. Kathrine und Leit wundern sich über die außergewöhnlich schnelle Entwicklung ihres Kindes: Mit Mühe kann Håkon davon abgehalten werden, ein Bücherregal zu erklimmen, um Flaubert zu lesen. Das erste Wort, das er sprechen kann, ist „Gerda“. Die Eltern verstehen nicht, was er meint. Dann schafft es Håkon, zum Telefon zu greifen und Gerdas Nummer zu wählen. Das Telefon wird von Andreas abgehoben, einem flüchtigen Bekannten von Sverre. Sverres Geist wundert sich darüber, was Andreas in Gerdas Wohnung zu suchen hat, und mit Håkons Stimme (Emilia Maria Paz Quinones) verlangt er nach „Gerda“. Andreas versteht den Namen und ruft Gerda, doch sie kann mit der Kinderstimme nichts anfangen. Kathrine reißt Håkon den Hörer aus der Hand und entschuldigt sich bei der ihr fremden Frau, dass ihr kleiner Sohn mit dem Telefon experimentiert habe.
Mehr als ein Jahr später: In Kathrines und Leits Ehe kriselt es. Kathrine würde gerne in eine größere Wohnung ziehen, wofür das Geld fehlt, und sie wirft ihrem Mann mangelnden beruflichen Ehrgeiz vor. Eines Tages entdeckt sie durch einen Anruf in seiner Firma, dass Leit dort schon seit Wochen gekündigt worden ist. Während sie ihn lautstark zur Rede stellt, warum er ihr das verschwiegen habe, versucht die Seele Sverres in Håkon sich zu „konzentrieren“: Wie heißt seine Frau, wie heißen seine Kinder, wo wohnt er? Es fällt ihm mit Mühe ein. Während die Eltern weiter streiten, entkommt Håkon und schlägt sich mit Hilfe von Passanten „zurück in die Königsallee“ durch, klingelt bei Gerda. Vergeblich versucht er, sich ihr verständlich zu machen: „Ich bin Sverre“. Gerda versteht ihn nicht und meldet bei der Polizei ein Kind, das sich verlaufen hat. Als wenig später Andreas eintritt, begreift die Seele Sverres, dass dieser der neue Partner in Gerdas Leben ist, und verprügelt ihn mit aller Kraft, zu der ein 2-jähriger Körper fähig ist. Kurz darauf später erscheint die Polizei mit den aufgeregten Eltern Håkons. Andreas präsentiert Leit seine blutige Nase und erklärt ihm, er müsse auf sein Kind besser aufpassen, zudem sei eine derartige Aggression doch wohl nicht normal, und man müsse mit dem Kind einmal zum Arzt gehen. Der provozierte Leit schlägt Andreas zusammen. Kathrine geht mit Håkon nach Hause, nachdem die Polizei Leit wegen Körperverletzung festgenommen hat.
Ein weiteres Jahr später: Kathrine ist allein erziehend, Leit hat alle 14 Tage Besuchsrecht. Obwohl sie sich noch lieben, sind beide überzeugt, es sei „besser so“. Håkon freut sich alle 14 Tage auf die Extraportion Eis beim Vater und alle übrigen Dinge, die bei der Mutter verboten sind. Der Sprecher von Sverres Seele ist verstummt. Håkon hat seine Vorexistenz vergessen.

## Leitmotive und andere Themen
In den mit feinsinnigem Humor für den Hörer leicht und locker herüberkommenden Dialogen liegen zwei überzeitliche und interkulturelle Sehnsuchtsmotive, die sich leitmotivisch durch das Stück ziehen; darüber hinaus schwingen eine Reihe von alltäglichen, gesellschaftlich relevanten Themen des 21. Jahrhunderts mit.
Erstes Sehnsuchtsmotiv ist der so alte wie unerfüllbare Wunsch des Menschen nach Unsterblichkeit, hier beeinflusst von in fernöstlichen Kulturen beheimateten Vorstellungen der Reinkarnation. Ein weiteres Sehnsuchtsmotiv, durchgängig durch Sverres Seelenwunsch „Zurück in die Königsallee“ wiederholt, ist die Suche des Menschen nach seiner unverwechselbaren eigenen Identität und seinen Wurzeln, seinem individuellen Zuhause im vertrauten Umfeld, das nicht nur äußerlich zu verstehen ist, sondern vielmehr als Gefühl der inneren Harmonie mit sich selbst und des „Angekommenseins“. Diese Suche ist dem zeitgenössischen Menschen durch die äußeren Bedingungen (hohe Mobilitätserfordernisse und Schnelllebigkeit in den Metropolen), aber auch durch den Zerfall der Familienstrukturen erschwert. Eine soziologische Komponente des Leitmotivs liegt aber auch ganz konkret im Wunsch nach einer besseren Wohngegend in gesicherten ökonomischen Verhältnissen.
Insoweit sind an sozialkritischen Motiven und auch psychosozialen Faktoren zahlreiche Themen unserer Zeit gestreift: Arbeitslosigkeit und die Unfähigkeit eines zuvor glücklichen Paares, aufrichtig und vertrauensvoll mit diesem Problem umzugehen, Missverständnisse der Fähigkeiten eines mutmaßlich hochbegabten Kindes und Unkenntnis seiner angemessenen Förderung, schließlich Vernachlässigung des Kindes durch die mit ihren eigenen Problemen überforderten Eltern, mündend in Gewalt und Zerbrechen der Familie, zuletzt das Scheidungskind als Spielball zwischen den unterschiedlichen Erziehungsstilen der Eltern.
Alle diese Themen, die auf knapp 50 Minuten Dauer nur kursorisch angedeutet werden, spielen eine Rolle für die alltägliche, für das junge Paar jedoch einschneidende Erfahrung in der Erziehung seines ersten Kindes, die sein Leben vollkommen verändert hat. Bei aller Skurrilität der Handlung bleibt als realistischer Kern die Suggestion zurück, dass in jedem Kleinkind eine komplexere Persönlichkeit stecken mag, als die Eltern es anhand seiner Ausdrucksmöglichkeiten erahnen. Insoweit kann das Spiel verstanden werden als Appell an Liebe, Sorgfalt, Aufgeschlossenheit und Geduld im Umgang mit den frühkindlichen Entwicklungsschritten und Bedürfnissen.
In der Schlussszene, in der Håkon als unauffälliges 3-jähriges, zeittypisches Scheidungskind erscheint, schließt sich der Kreis aus der doppelten Fantasie/Realitäts-Ebene wieder ganz zurück auf die Realitäts-Ebene der Anfangsszene. Der Rezipient jedoch, beeinflusst durch die ungewöhnliche Seelen-Perspektive Sverres, hört aufmerksamer und feinfühliger hin.